# Puente espiral

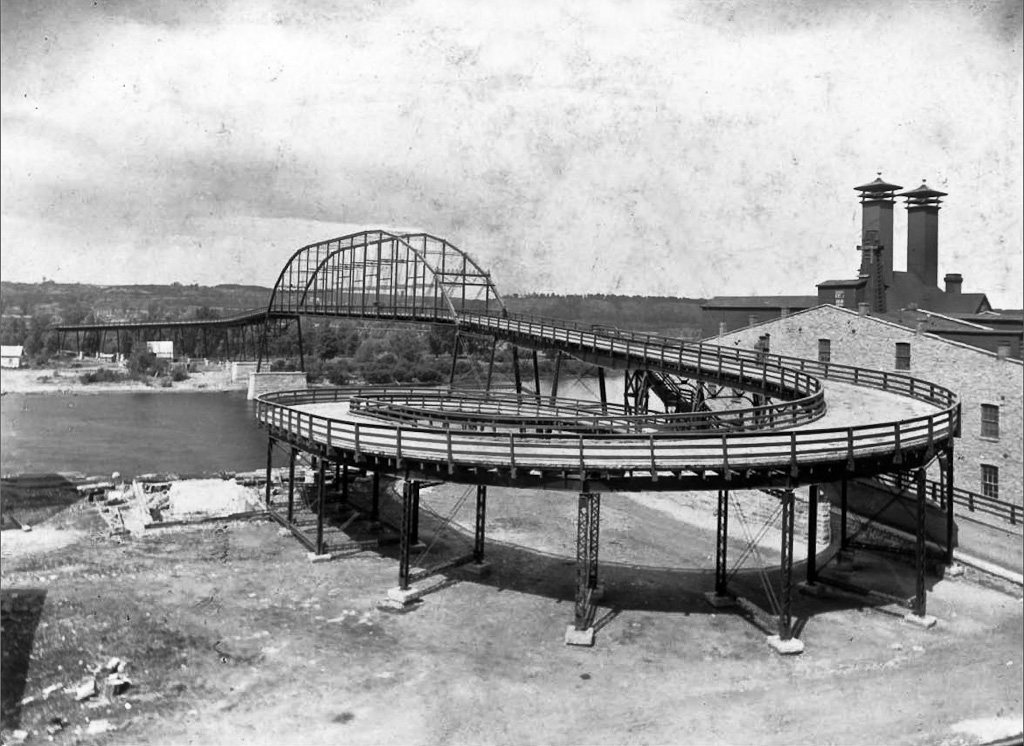
Puente en espiral de Hastings, 1895

Un puente espiral, puente en bucle, puente helicoidal o puente en cola de cerdo es aquel que cruza por encima de su tramo de acceso, lo que le permite ganar altura al vial al que da paso en un espacio reducido. Es útil en terrenos empinados, o en aquellos casos en los que el acceso al puente terminaría demasiado lejos del propio puente. Pese a su nombre, su forma es la de una hélice, no la de una espiral .

## Puente encola de cerdo
En las colinas Negras de Dakota del Sur, Cecil Clyde Gideon, el superintendente autodidacta del Parque Estatal Custer convertido en diseñador de carreteras, introdujo en 1932 una forma particular de puente en espiral, localmente conocido como "puente en cola de cerdo", aunque originalmente se denominó “salto en espiral”. Durante la planificación de la carretera de Iron Mountain, se presentó la necesidad de salvar fuertes desniveles alterando mínimamente el entorno natural de esta pintoresca carretera. El diseño en forma de sacacorchos permitió dar una solución espectacular, aunque costosa a este problema. Para armonizar los puentes con su entorno, se utilizaron materiales naturales como la madera local.
Numerosos de estos puentes fueron construidos por el Cuerpo Civil de Conservación en la década de 1930.

## Lista de puentes de carretera en espiral

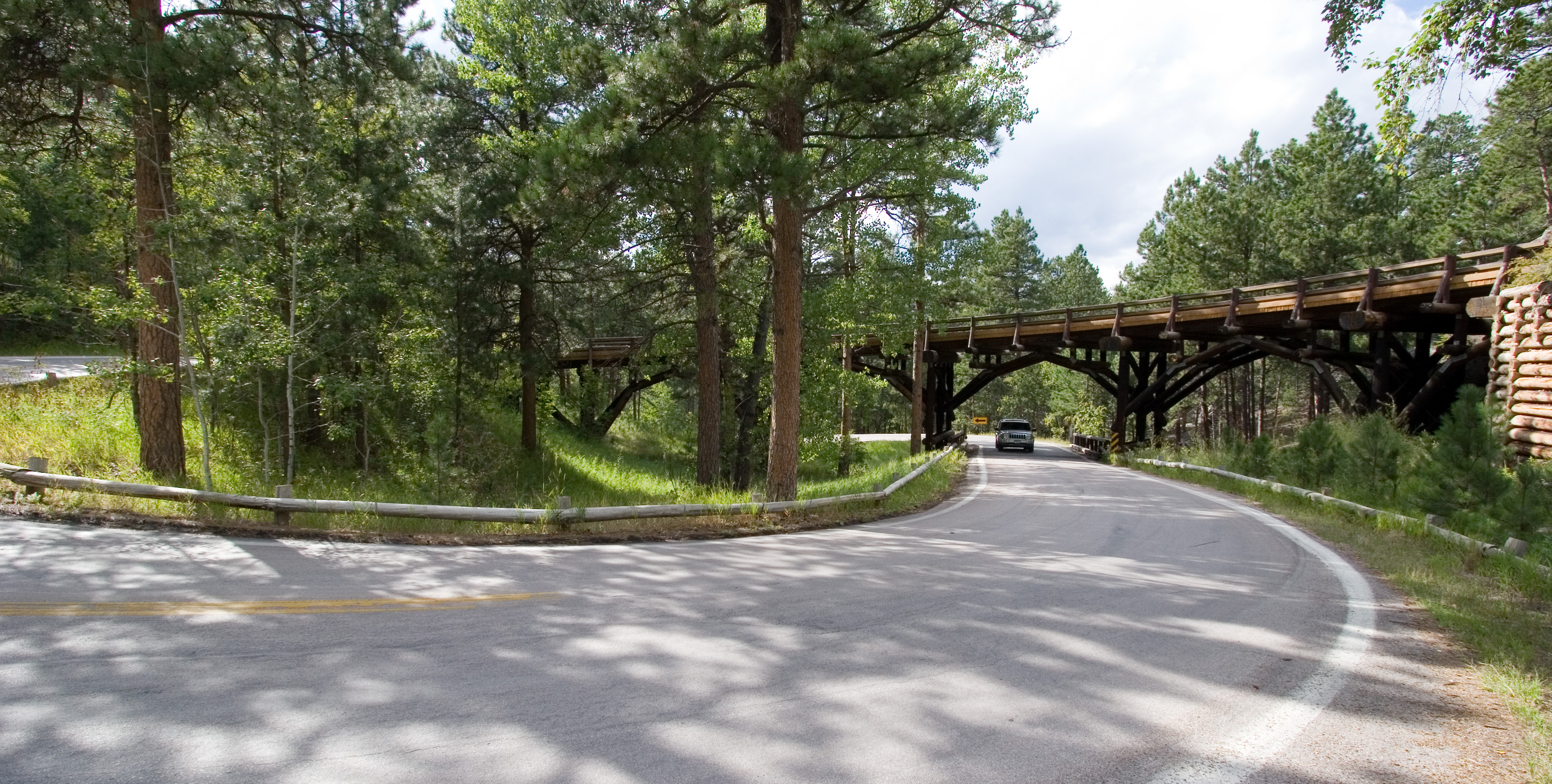
Un puente en forma de cola de cerdo en la carretera de Iron Mountain

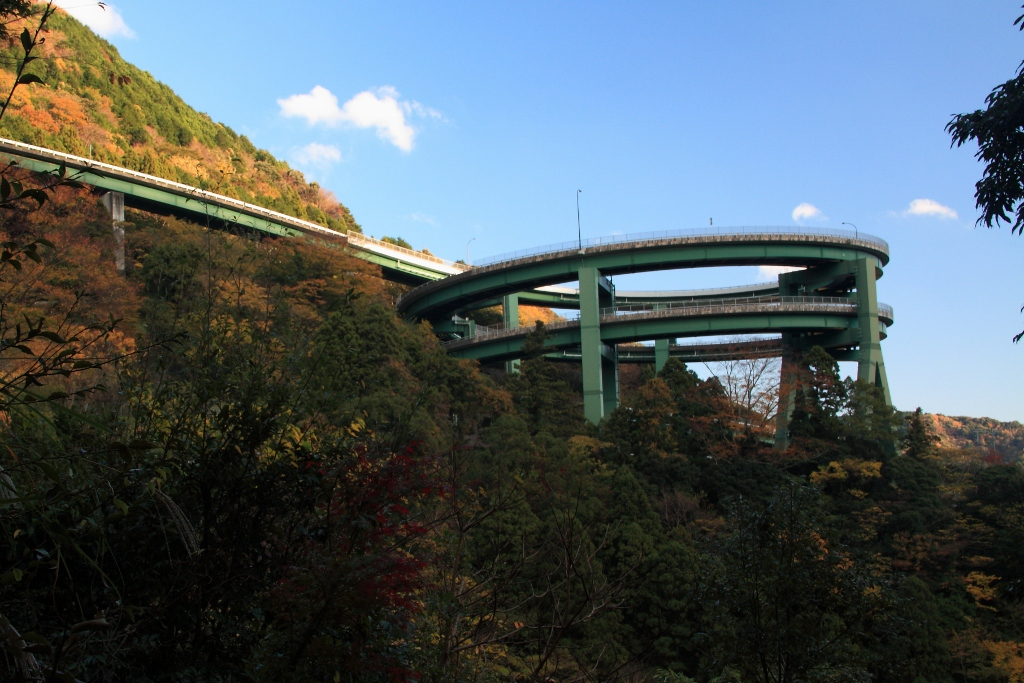
Puente circular de Kawazu-Nanadaru, un puente en spirale japonés

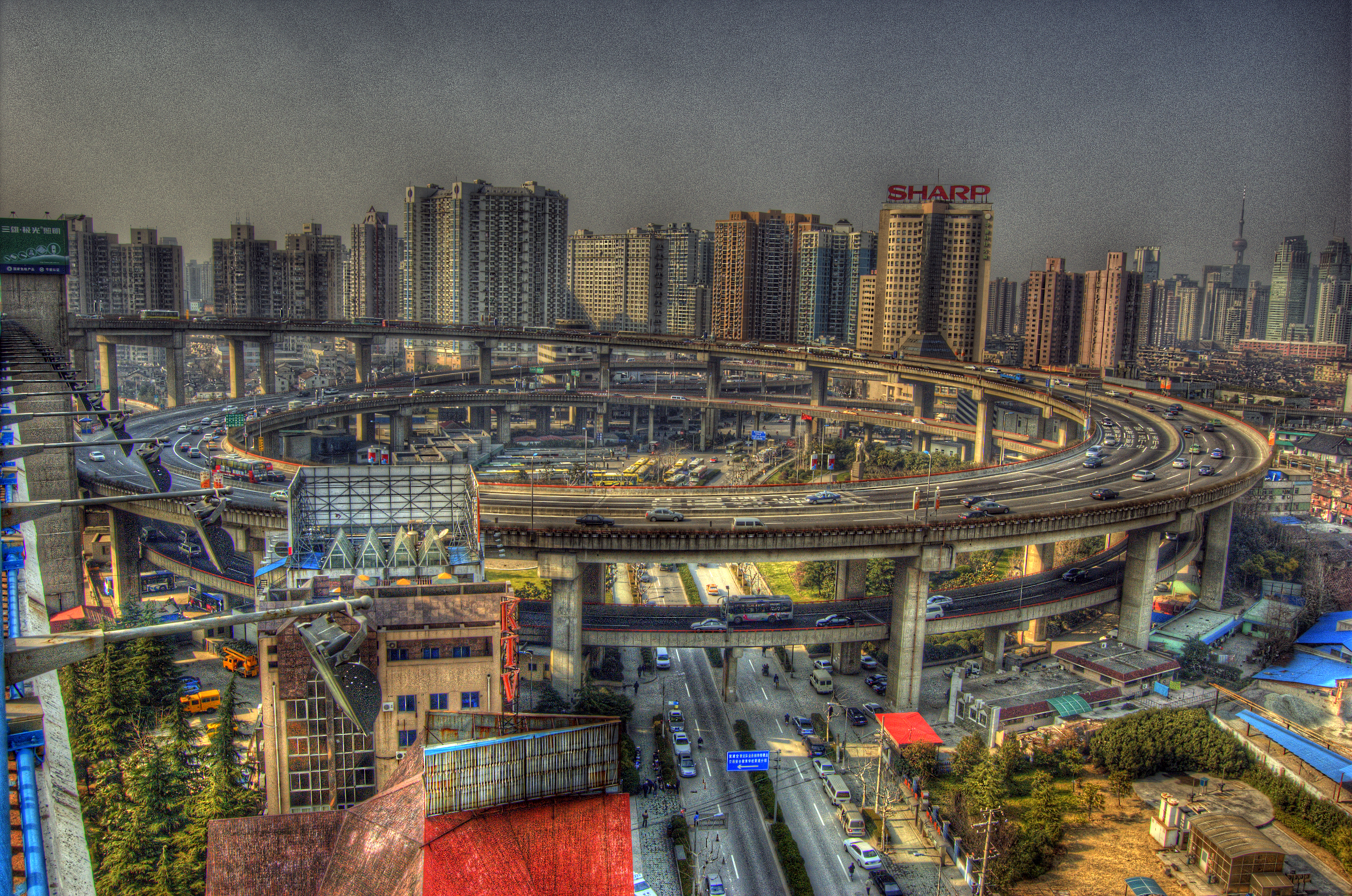
Rampa en espiral al puente de Nanpu en Shanghái

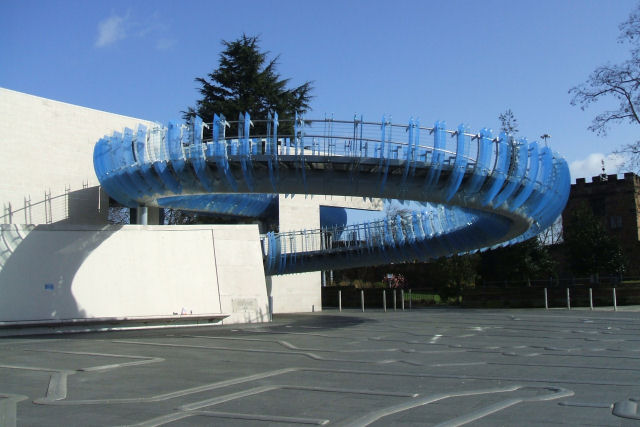
"Glass Spiral Bridge", pasarela peatonal de Coventry

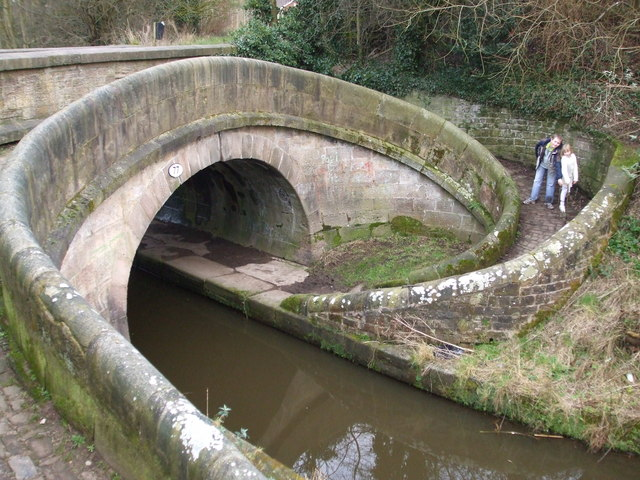
Puente de camino de sirga en el canal de Macclesfield, diseñado con una rampa en espiral que evitaba la necesidad de desenganchar y volver a enganchar a la caballería la soga de remolque de la barcaza

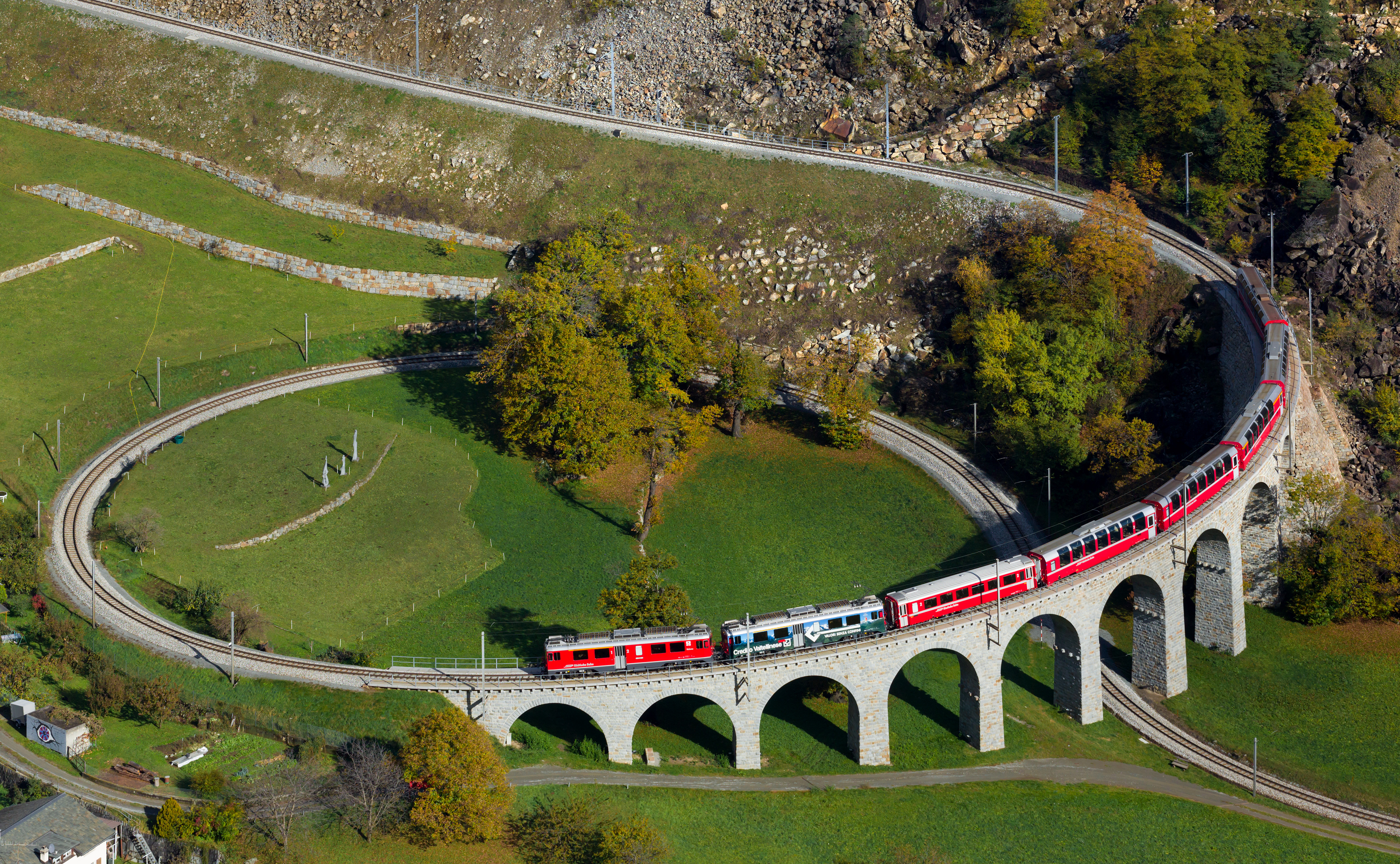
Viaducto ferroviario en espiral de Brusio, Suiza

| Nombre | Localización                | País                | Año        | Comentario |
| --- | --------------------------- | ------------------- | ---------- | --- |
| A-7000 (antes C-345) | Carretera Málaga-Colmenar   | España              |            | Dos túneles en espiral. 36°46′33″N 4°22′46″O / 36.775796, -4.379339 |
| Autopista A6 |                             | Italia              |            | 44°19′13″N 8°22′38″E / 44.320409, 8.377118 |
| Autopista Antirio a Lamia (E65) |                             | Grecia              |            | En la subida del monte Parnaso a Delfos, Grecia. Espiral de 270° usando un paso elevado |
| Puente Astoria-Megler; acceso sur (ruta estadounidense 101)                                                                                                  | Astoria (Oregón)            | Estados Unidos      |            | 46°11′15″N 123°51′12″O / 46.187590, -123.853260 |
| Autopista Cahill | Sídney, Nueva Gales del Sur | Australia           |            | La espiral gira a la izquierda para salir a la derecha |
| Puente de Caiyuanba; acceso sur | Chongqing                   | China               |            | 29°32′10″N 106°33′05″E / 29.5360605, 106.551513 |
| Paso elevado de Canal Road | Victoria, Hong Kong         | China               |            | 22°16′54″N 114°10′48″E / 22.2816003, 114.1800447 |
| Puente Sacacorchos (Corkscrew Bridge), Old East Entry Road, Parque nacional de Yellowstone (abandonado)                                                      | Wyoming                     | Estados Unidos      | 1904, 1919 | 44°27′36″N 110°07′03″O / 44.460000, -110.117500 |
| Cruce del puerto del este | Victoria, Hong Kong         | China               |            | 22°17′19″N 114°12′46″E / 22.2886114, 114.2126683 |
| G329; acceso sur al puente | Shaoxing                    | China               |            | 30°01′19″N 120°43′51″E / 30.0218999, 120.7308062 |
| G4011 Puente de Runyang; salida de Shiye | Zhenjiang                   | China               |            | 32°13′12″N 119°22′06″E / 32.2201231, 119.3682047 |
| Puente General Artigas |                             | Argentina · Uruguay |            | De Colón (Entre Ríos), Argentina, a Paysandú, Departamento de Paysandú, Uruguay, cruzando el río Uruguay. Puente en ménsula con espiral en el lado uruguayo                                                          |
| Acceso al puerto de Huanggang | Shenzhen                    | China               |            | |
| Isenfluh | Cantón de Berna             | Suiza               |            | |
| Acceso al puente de Jialing Jiahua | Chongqing                   | China               |            | 29°33′38″N 106°31′03″E / 29.5606004, 106.5174331 |
| Puente de carretera Jinchang | Wuxi                        | China               |            | Puente de doble bucle en cada acceso 31°33′24″N 120°19′51″E / 31.556633, 120.330889 |
| Puente circular Kawazu-Nanadaru | Kawazu                      | Japón               | 1981       | Puente de doble bucle 34°47′28″N 138°56′17″E / 34.791, 138.938 |
| Túnel Lincoln; carretera de acceso a la boca oeste (Ruta 495 de Nueva Jersey)                                                                                | Weehawken (Nueva Jersey)    | Estados Unidos      |            | Conocido localmente como "La Hélice" 40°46′01″N 74°01′17″O / 40.767037, -74.021383 |
| Puente circular de Mizukami | Mizukami (Kumamoto)         | Japón               |            | 32°18′54″N 131°00′36″E / 32.315, 131.01 |
| N8; baipás de Brienzwiler |                             | Suiza               |            | 46°45′02″N 8°06′32″E / 46.750521, 8.108833 |
| Acceso desde Puxi al puente de Nanpu | Puxi, Shanghái              | China               | 2004       | |
| Puente Nansha; salida hacia Hai'ou | Cantón                      | China               |            | Enlace con rampas en espiral de la carretera hasta el puente de Nansha 22°53′21″N 113°32′36″E / 22.889226, 113.543465                                                                                                |
| Nueva carretera de Clear Water Bay | New Kowloon, Hong Kong      | China               |            | 22°19′54″N 114°13′29″E / 22.331717, 114.224617 |
| Carretera Prefectural 53; acceso este al puente de Onawaba                                                                                                   | Gifu                        | Japón               |            | 35°25′24″N 136°44′41″E / 35.423410, 136.744817 |
| Puente en espiral de la carretera de Rongqiao | Chongqing                   | China               |            | Puente de bucle triple 29°31′35″N 106°32′42″E / 29.5262731, 106.5449174 |
| Ruta de Cilaos | Reunión                     | Francia             |            | 21°10′52″S 55°27′17″E / -21.181180, 55.454704 |
| S232; acceso sur al puente | Changzhou                   | China               |            | 31°42′57″N 120°04′05″E / 31.715834, 120.068168 |
| Sa Calobra | Mallorca                    | España              |            | 39°49′55″N 2°48′57″E / 39.831968, 2.81574 |
| Accesos al puente Sembon Matsu | Osaka                       | Japón               |            | Puente de doble bucle en cada acceso 34°37′57″N 135°28′33″E / 34.6324803, 135.4759645 |
| Acceso norte al puente de Shinkizugawao | Osaka                       | Japón               |            | 34°37′43″N 135°27′45″E / 34.62866, 135.4623977 |
| Autopista 87 de Dakota del Sur junto al Parque nacional Wind Cave                                                                                            | Dakota del Sur              | Estados Unidos      | 1930       | 43°36′04″N 103°29′40″O / 43.601215, -103.494340 |
| SP99; justo al norte de Bolzano |                             | Italia              |            | Schneckentunnel; en alemán "túnel en caracol" |
| Cruce de Steinmen en la Autopista de Oregón 273, parte de la histórica U.S. Highway 99 a través de las montañas Siskiyou                                     | Oregón                      | Estados Unidos      |            | 42°05′32″N 122°35′22″O / 42.092091, -122.589541 |
| Carretera de Tianmen Shan Big Gate; Parque Nacional de la Montaña Tianmen (2 puentes)                                                                        | Hunán                       | China               |            | 29°03′15″N 110°29′00″E / 29.05424, 110.48344 29°03′56″N 110°28′56″E / 29.06547, 110.48211 |
| Puente del río Yangtze en Tianxingzhou; salida de Tianxingzhou                                                                                               | Wuhan                       | China               |            | 30°40′28″N 114°23′16″E / 30.674541, 114.387798 |
| Túnel del Támesis (planeado, no construido) | Londres                     | Inglaterra          | 1825-1843  | Originalmente se planeó disponer una espiral subterránea que diera acceso al tráfico rodado, pero nunca se construyó.                                                                                                |
| El puente Loop Over, en la ruta estadounidense 441 entre Gatlinburg, Tennessee y Cherokee, Carolina del Norte, en Bearpen Hollow en las montañas Great Smoky | Tennessee                   | Estados Unidos      |            | 35°38′06″N 83°27′58″O / 35.635036, -83.466047 |
| Tres puentes en la carretera de Iron Mountain; EE. UU. Ruta 16A                                                                                              | Dakota del Sur              | Estados Unidos      | 1930       | Conocidos localmente como "puentes en cola de cerdo" De sur a norte: 43°51′43″N 103°26′15″O / 43.861849, -103.437623 43°52′10″N 103°26′08″O / 43.869383, -103.435572 43°52′30″N 103°26′22″O / 43.874979, -103.439530 |
| U.S. Route 61 cruzando el puente en espiral en el puente Alto de Hastings                                                                                    | Hastings (Minnesota)        | Estados Unidos      | 1895-1951  | Ubicación anterior: aproximadamente 44°44′42″N 92°51′11″O / 44.745137, -92.853034 |
| Puente de la carretera de Weidun | Changzhou                   | China               |            | 31°43′22″N 120°03′35″E / 31.722803, 120.059752 |
| Viaducto Stanislawa Markiewicza | Varsovia                    | Polonia             | 1904       | En Ulica Karowa; conecta Krakowskie Przedmieście con el nivel del río |
| Acceso norte del puente del río Amarillo en Yanbai | Lanzhou                     | China               |            | 36°04′44″N 103°52′53″E / 36.0789724, 103.8814573 |
| Acceso del lado Yurikamome al puente Rainbow | Tokio                       | Japón               |            | Con la isla principal |
| Acceso al túnel de Zhoutouju | Guangzhou                   | China               |            | 23°05′55″N 113°15′07″E / 23.0985181, 113.2520531 |
| Puente Zuidweg | Zoetermeer                  | Países Bajos        |            | 52°02′51″N 4°28′31″E / 52.047468, 4.475218 |

## Puentes para bicicletas en espiral
- El puente sobre la línea principal y los ferrocarriles de vía estrecha al oeste de la estación de Wernigerode Hauptbahnhof en Harz, Alemania, tiene una espiral en cada extremo.

## Puentes peatonales en espiral
- Entre 1998 y 2004 se construyó el Glass Spiral Bridge en la Millennium Place, en Coventry, Inglaterra.[1]

## Puentes de camino de sirga
Los puentes de cambio de mano en los caminos de sirga fueron una característica de algunos de los primeros canales británicos, como el de Macclesfield. Las barcazas eran arrastradas por un caballo, y en los lugares donde el camino de sirga cruzaba a la orilla opuesta, la espiral de un lado permitía que el caballo continuara sin necesidad de soltar la soga de remolque. Este diseño no se empleó de forma generalizada, puesto que era más costosos de construir que un puente convencional y requerían abarcar tanto el canal como el camino de sirga.

## Lecturas relacionadas
- Bernie Hunhoff, El hombre que diseñó las "colas de cerdo", Revista de Dakota del Sur, 27 de julio de 2006
- Jim Pisarowicz, Puente Pigtail, Parque Nacional Wind Cave, Servicio de Parques Nacionales
- Folleto, Bienvenido a Peter Norbeck Scenic Byway, Servicio Forestal de los Estados Unidos
- Missouri River Bridges of South Dakota, 1920 to 1980, entrevista de Kenneth R. Scurr, ex ingeniero de puentes de South Dakota, por Emory Johnson, South Dakota State University

- Datos: Q7577756